# 道格拉斯·洛
道格拉斯·戈登·阿瑟·洛（英語：Douglas Gordon Arthur Lowe，1902年8月7日—1981年3月30日），英国前男子田径运动员。他曾获得1924年夏季奥运会和1928年夏季奥运会田径比赛男子800米金牌。